# Cussey-sur-Lison
Cussey-sur-Lison ist eine französische Gemeinde mit 68 Einwohnern (Stand 1. Januar 2022) im Département Doubs in der Region Bourgogne-Franche-Comté. Die Gemeinde gehört zum Arrondissement Besançon und zum Kanton Saint-Vit.
Sie entstand mit Wirkung vom 1. Januar 2022 als Commune nouvelle durch Zusammenlegung der bis dahin selbstständigen Gemeinden Cussey-sur-Lison und Châtillon-sur-Lison, die fortan keinen Status einer Commune déléguée besitzen. Der Verwaltungssitz befindet sich in Cussey-sur-Lison.

## Gemeindegliederung
| Ehemalige Gemeinde                 | Ehemaliger INSEE-Code | PLZ   | Fläche (km²) | Einwohnerzahl (2019) |
| ---------------------------------- | --------------------- | ----- | ------------ | -------------------- |
| Cussey-sur-Lison (Verwaltungssitz) | 25185                 | 25440 | 5,66         | 62                   |
| Châtillon-sur-Lison                | 25134                 | 25440 | 2,89         | 08                   |

## Geographie
Cussey-sur-Lison liegt am südwestlichen Rand des Départements ca. 20 Kilometer südsüdwestlich von Besançon und ca. 35 Kilometer östlich von Dole in der Région naturelle des Pays de Besançon.
Umgeben wird die Gemeinde von den sechs Nachbargemeinden:
| Goux-sous-Landet | Rouhe                                       | Rurey  |
| Le Val           | Kompassrose, die auf Nachbargemeinden zeigt |        |
|                  | Échay                                       | Lizine |

Cussey-sur-Lison liegt im Einzugsgebiet des Flusses Rhone.
Die Gemeinde befindet sich am linken Ufer des in nördlicher Richtung fließenden Lison und anschließend der Loue nach ihrem  Zusammenfluss im Gemeindegebiet.

## Sehenswürdigkeiten

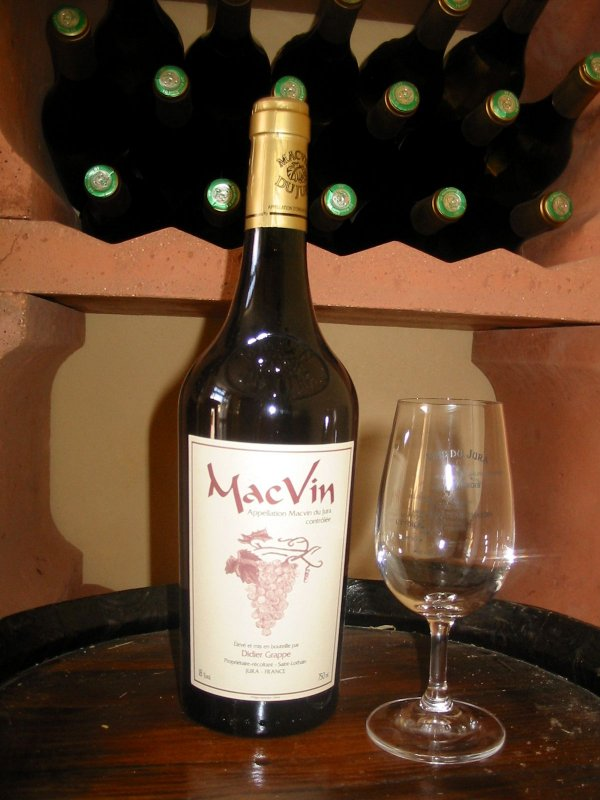
Flasche des Likörweins Macvin du Jura

| Name                         | Ort                 | Bemerkungen                                                                                        | Bild |
| ---------------------------- | ------------------- | -------------------------------------------------------------------------------------------------- | ---- |
| Pfarrkirche Saint-Christophe | Cussey-sur-Lison    | 12. Jahrhundert, als Monument historique eingeschrieben                                            |      |
| Waschhaus                    | Cussey-sur-Lison    | errichtet im Jahre 1841, als Monument historique eingeschrieben                                    |      |
| Steinbrücke über den Lison   | Cussey-sur-Lison    | errichtet im Jahre 1793, als Monument historique eingeschrieben                                    |      |
| Schloss                      | Châtillon-sur-Lison | geht auf eine Burg aus dem 12. Jahrhundert zurück, partiell als Monument historique eingeschrieben |      |

## Wirtschaft und Infrastruktur
Cussey-sur-Lison war bis weit ins 20. Jahrhundert hinein ein vorwiegend durch die Landwirtschaft (Ackerbau, Obstbau und Viehzucht) und die Forstwirtschaft geprägtes Dorf. Daneben gibt es heute einige Betriebe des lokalen Kleingewerbes. Viele Erwerbstätige sind auch Wegpendler, die in den größeren Ortschaften der Umgebung ihrer Arbeit nachgehen.
Die Gemeinde liegt in den Zonen AOC
- der Käsesorten Comté und Morbier,
- des Likörweins Macvin du Jura in den Sorten weiß, rosé und rot und
- des Tresterbrands Marc du Jura.[2]

Die Gemeinde liegt abseits der größeren Durchgangsstraßen und ist über die Routes départementales D101, D102 und D135 erreichbar.